# Moirang
Moirang è una città dell'India di 16.684 abitanti, situata nel distretto di Bishnupur, nello stato federato del Manipur. In base al numero di abitanti la città rientra nella classe IV (da 10.000 a 19.999 persone).

## Geografia fisica
La città è situata a 24° 30' 0 N e 93° 46' 0 E e ha un'altitudine di 765 m s.l.m..

## Società

### Evoluzione demografica
Al censimento del 2001 la popolazione di Moirang assommava a 16.684 persone, delle quali 8.483 maschi e 8.201 femmine. I bambini di età inferiore o uguale ai sei anni assommavano a 2.155, dei quali 1.072 maschi e 1.083 femmine. Infine, coloro che erano in grado di saper almeno leggere e scrivere erano 10.596, dei quali 6.049 maschi e 4.547 femmine.

## Storia
Durante la seconda guerra mondiale a Moirang fu posto il quartier generale dell'esercito nazionale indiano, guidato da Subhas Chandra Bose e, per la prima volta sul suolo indiano, fu innalzata la bandiera indiana.